# چوشتیتسا
چوشتیتسا (به صربی: Ćuštica) یک منطقهٔ مسکونی در صربستان است که در Knjaževac واقع شده‌است. چوشتیتسا ۲۵۳ نفر جمعیت دارد.